# Gaede Trio
Das Gaede Trio ist ein Streichtrio, dass seit 2011 unter dem Namen Streichtrio Berlin konzertiert.
Gegründet 1992 in Berlin, wurde es nach dem damaligen Geiger Daniel Gaede benannt. Es tritt regelmäßig auf bedeutenden Festspielen auf, wie dem Kissinger Sommer, dem Schleswig-Holstein Musik Festival, Rheingau Musik Festival oder dem Würzburger Mozartfest.
Mehrfache Auszeichnungen von Schallplatteneinspielungen in der Fachpresse.

## Mitglieder
- Thomas Selditz Violine   (* 1967)
- Felix Schwartz Viola  (* 1965)
- Andreas Greger Violoncello (* 1962)

Thomas Selditz und Andreas Greger arbeiteten mehrere Jahre als erste Solisten in namhaften Orchestern. Von Thomas Selditz gibt es eine mit dem  Deutschen Schallplattenpreis ausgezeichnete Einspielung der Werke für Viola und Klavier von Henri Vieuxtemps. Thomas Selditz ist Professor an der Universität für Musik und darstellende Kunst Wien, Andreas Greger ist Professor an der Hochschule für Musik „Hanns Eisler“ Berlin. Felix Schwartz ist Professor für Viola an der Hochschule für Musik und Theater Rostock.